# وكالة أبحاث الإنترنت

وكالة أبحاث الإنترنت ((بالروسية: Агентство интернет-исследований)‏، والمعروفة في العامية الروسية على الإنترنت أيضاً بـ«фабрика троллей», «пригожинские тролли», «ольгинские тролли», «кремлеботы») هي مؤسسة روسية، مقرها في سانت بطرسبرغ، تعمل في عمليات التأثير عبر الإنترنت من أجل المصالح التجارية والسياسية الروسية.
وصف تقرير يناير 2017 الصادر عن مجتمع الاستخبارات الأمريكية - تقييم الأنشطة والنوايا الروسية في الانتخابات الأمريكية الأخيرة - الوكالة بأنها «مزرعة متصيدين»: «الممول المحتمل لما يسمى وكالة أبحاث الإنترنت للمتصيدين المحترفين الموجودة في سانت بطرسبرغ هو حليف مقرب من بوتين له علاقة بالمخابرات الروسية،» ولاحظ التقرير أن جهودها «تم تكريسها في السابق لدعم الإجراءات الروسية في أوكرانيا — [ثم بدأت] في الدعوة إلى انتخاب الرئيس ترامب منذ ديسمبر 2015.»
استخدمت الوكالة حسابات مزيفة مسجلة على مواقع التواصل الاجتماعي الرئيسية، لوحات المناقشة، ومواقع الصحف الرقمية على الإنترنت، وخدمات استضافة الفيديو لتعزيز مصالح الكرملين في سياساته الداخلية والخارجية بما في ذلك أوكرانيا والشرق الأوسط، وكذلك محاولة التأثير على الانتخابات الرئاسية في الولايات المتحدة 2016. قيل إن أكثر من 1000 موظف عملوا في مبنى واحد للوكالة في عام 2015.
أصبح مدى محاولة وكالة روسية التأثير على الرأي العام باستخدام وسائل التواصل الاجتماعي معروفًا بشكل أكبر بعد نشر مقال في بزفيد في يونيو 2014، والذي توسع بشكل كبير في ذكر وثائق حكومية نشرها هاكرز في وقت سابق من ذلك العام. اكتسبت وكالة أبحاث الإنترنت مزيدًا من الاهتمام بحلول يونيو 2015، عندما تم الإبلاغ عن أن أحد مكاتبها لديه بيانات من حسابات مزيفة تستخدم في التصيد المتحيز عبر الإنترنت. بعد ذلك، كانت هناك تقارير إخبارية عن أفراد يتلقون أجرًا ماليًا عن أداء هذه المهام.
في 16 فبراير 2018، وجهت هيئة محلفين كبرى بالولايات المتحدة الأمريكية تهمًا إلى 13 مواطن روسي و 3 كيانات روسية، بما في ذلك وكالة أبحاث الإنترنت، بتهمة انتهاك القوانين الجنائية بقصد التدخل «في الانتخابات والعمليات السياسية الأمريكية»، وفقًا لوزارة العدل الأمريكية.

## روابط خارجية
- Iuliia Subbotovska (29 May 2015). "Russia Steps up Propaganda Push with Online 'Kremlin Trolls'". NBC News. AP. Retrieved 12 June 2016.
- "Все о троллях. Тролли - кто они? » Карта сайта" [All the trolls. Trolls – Who are they?] (بالروسية). 2014. Archived from the original on 2016-02-01. Retrieved 2016-06-12. {{استشهاد ويب}}: الوسيط |عنوان أجنبي= and |عنوان مترجم= تكرر أكثر من مرة (help)
- "В Сети действительно работает банда кремлевских троллей. Имена, адреса, документы" [In web forums work the Kremlin's gang of trolls. Names, addresses, documents]. UAINFO (بالروسية). 31 May 2014. Archived from the original on 2019-07-26. Retrieved 2016-06-12. {{استشهاد ويب}}: الوسيط |عنوان أجنبي= and |عنوان مترجم= تكرر أكثر من مرة (help)